# Rathaus (Rügheim)

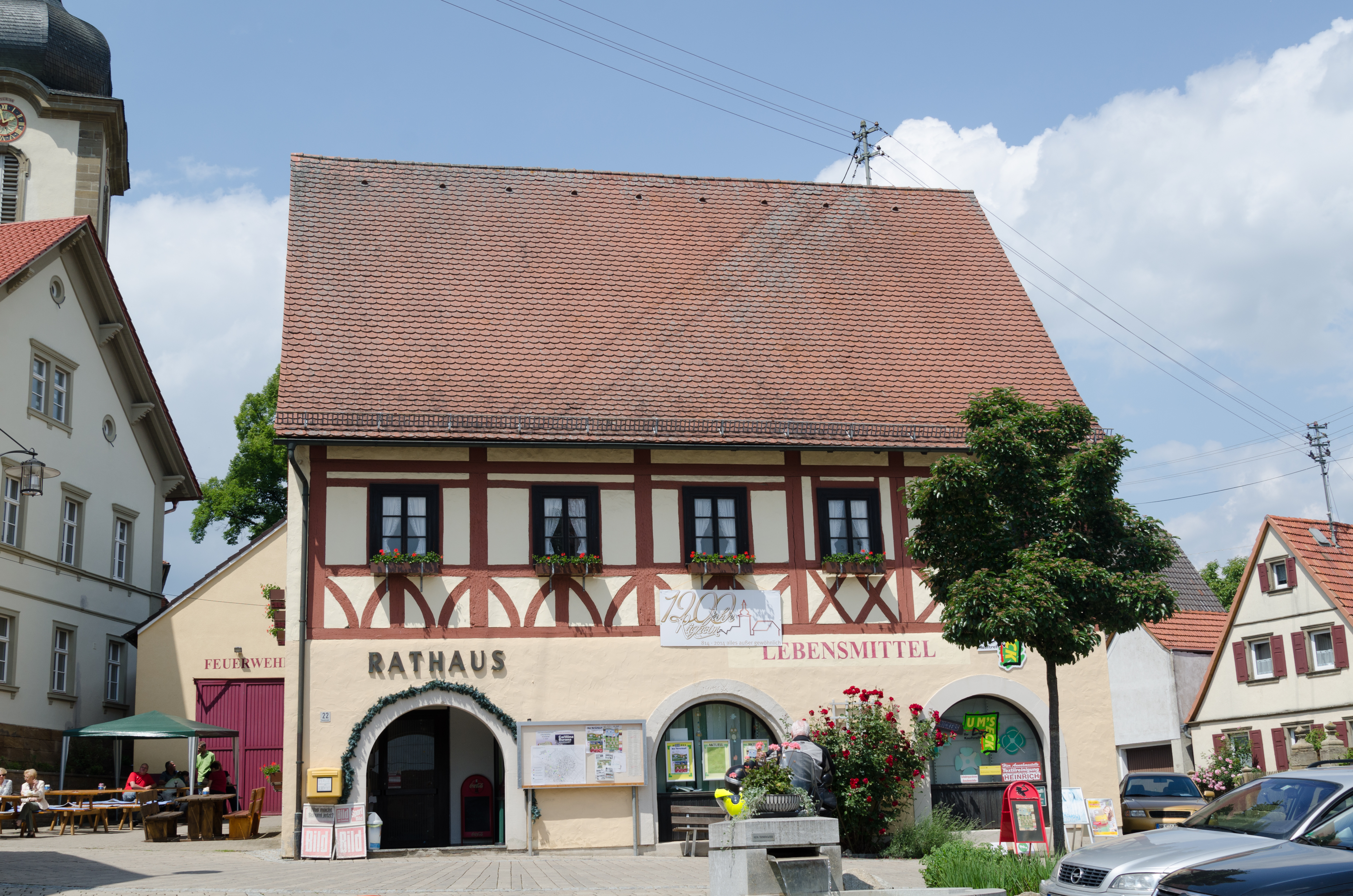
Ehemaliges Rathaus in Rügheim

Das Rathaus in Rügheim, einem Stadtteil von Hofheim in Unterfranken im Landkreis Haßberge in Bayern, wurde 1544 errichtet. Das ehemalige Rathaus an der Hauptstraße 22 ist ein geschütztes Baudenkmal. 
Der zweigeschossige und giebelständige Satteldachbau mit Erdgeschosslauben hat ein Fachwerkobergeschoss. Der Fachwerk ist mit Mannfiguren, Viertelbögen und Andreaskreuzen geschmückt.